# Gnaphosa eucalyptus
Espèce
Gnaphosa eucalyptus est une espèce d'araignées aranéomorphes de la famille des Gnaphosidae.

## Distribution
Cette espèce est endémique du Pendjab au Pakistan,. Elle se rencontre vers Faisalabad.

## Description
Les mâles mesurent de 5,70 à 7,50 mm et les femelles de 5,85 à 8,00 mm.

## Publication originale
- Ghafoor & Beg, 2002 : Two New Species of the Genus Gnaphosa and Scotophaeus (Gnaphosidae) from Pakistan. International Journal of Agriculture and Biology, vol. 4, no 4, p. 528-530 (texte intégral).